# 日産コンツェルン
日本産業コンツェルン（にほんさんぎょうコンツェルン）・略称日産コンツェルン（にっさんコンツェルン）は、第二次世界大戦前の日本に存在した財閥である。コンツェルン化した「十五大財閥」の1つで、鮎川財閥とも呼ばれる。1937年においては三井財閥、三菱財閥に次ぐ国内第三位の財閥であった。
鮎川義介が創設した戸畑鋳物株式会社を祖とし、久原鉱業株式会社を改組した日本産業株式会社を持株会社とした。日本産業の主な傘下には、日本鉱業（日立鉱山）グループ、日立製作所グループ、日産自動車グループなどがあった。
戦前では後発の財閥ながら、製造業に関しては三菱、三井などの先行財閥を凌駕する規模の資本を築き上げたが、金融・商事部門は弱かった。
終戦後に財閥解体の対象となり、そのまま資本の再結集は行われていないが、春光グループを形成している。。今日「日産」と略される日産自動車株式会社は、かつて「日産」と略された日本産業の自動車部門から発足したものである。このため、元の日本産業と混同が生じている。今日、単に「日産グループ」という場合は日産自動車系列の企業グループのみを指す。SOMPOホールディングス、ENEOSホールディングス、ニチレイ、日本水産などのように、「日産」「日立」が含まれない社名のグループ企業も多く存在する。

## 沿革
井上馨の甥である鮎川義介が、第一次世界大戦後の不況により経営危機になった久原財閥を1920年に引き継いで誕生した。軍部の懇願により、鮎川は久原鉱業を中心とした事業再編を断行。1928年に久原鉱業を「日本産業株式会社」に改組。この会社は株式公開企業であり、公開にあたって得た資金を元に事業拡大を進める。
子会社も積極的な株式公開戦略を行い、その資金を元にさらなる事業拡大という戦略を進め巨大化。中核企業である日本鉱業（現在のENEOSホールディングス）・日立製作所のほか、鮎川が最初に設立していた国産工業（のちの日立金属）やそこから派生した日産自動車などの企業群が持株会社である日本産業の下にぶら下がる構造となった。

### 満州進出
1938年、 政府の要請により日本産業を満洲に移転し、満洲重工業開発株式会社に改組するも、関東軍との対立のため、国内部門と満洲部門にグループを分割再編。国内産業は日本鉱業（のちのENEOSホールディングス）、日産グループ、日立グループなどの企業が並存した。
第二次世界大戦後、満洲重工業は財閥解体により解散。GHQの占領が終了して日本の独立主権が回復し、日本経済立て直しの気運が高まるとともに、当時の日立製作所会長・倉田主税によって旧日産コンツェルン系企業が再結集し、春光グループと呼ばれる企業グループを形成している。

### 財閥解体後
旧日産コンツェルン系企業の主要23社で構成される社長会「春光会」（しゅんこうかい）や、グループ会社も含めた春光会の拡大版「春光懇話会」が存在する。これらに属する企業を春光グループとも総称する。
「春光」とは、元日本鉱業社長（日本産業取締役）で、伊藤博文の養子である伊藤文吉の雅号である。
歴代会長と事務局は伊藤文吉の出身企業である日本鉱業→ジャパンエナジー→新日鉱ホールディングスが発足以来長く担当していたが、ENEOSホールディングスへの合併の数年後、純血後継企業ではなくなったこともあり、メンバー最大企業の日立製作所へその座を譲っている。

## 企業一覧

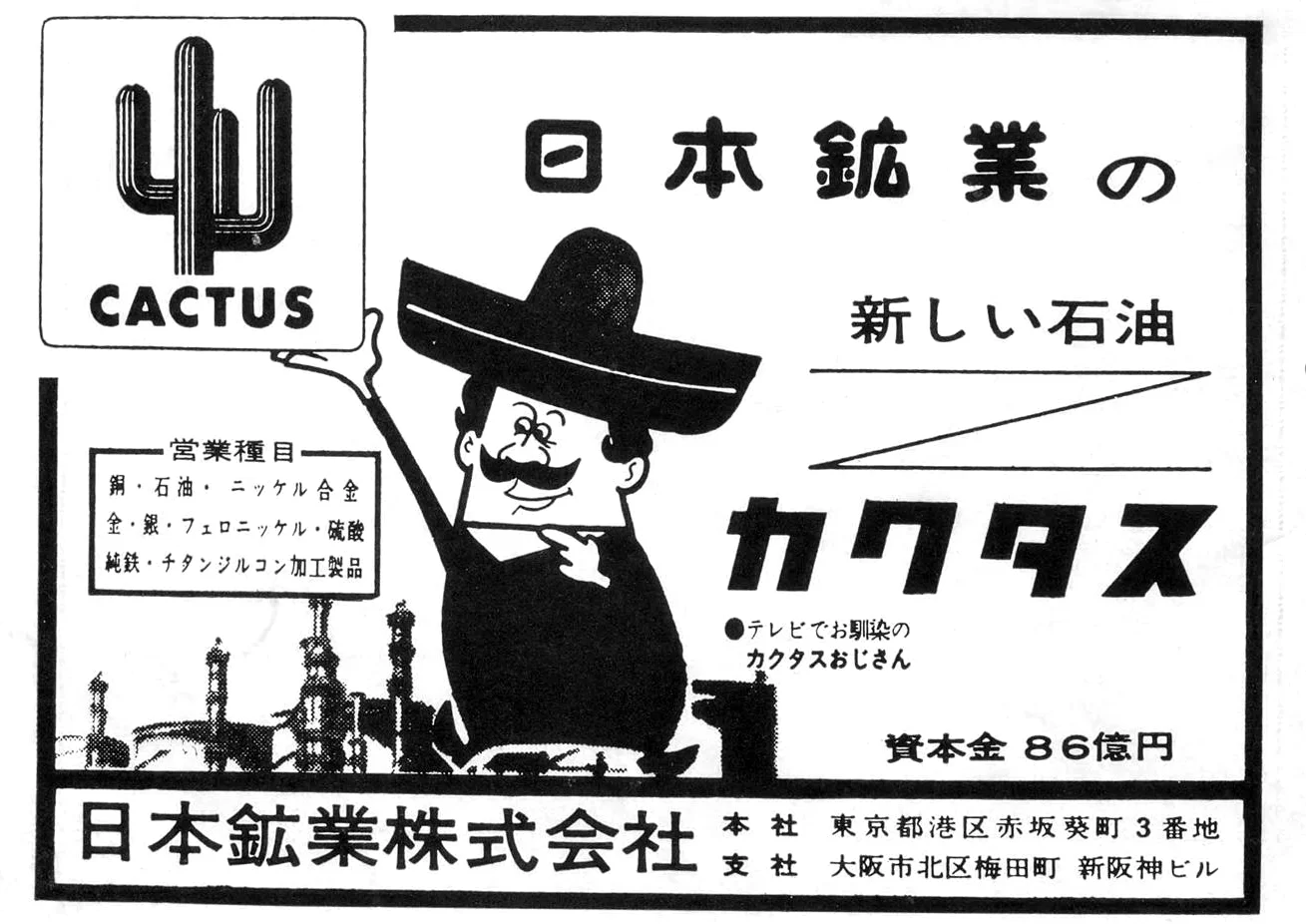
日本鉱業

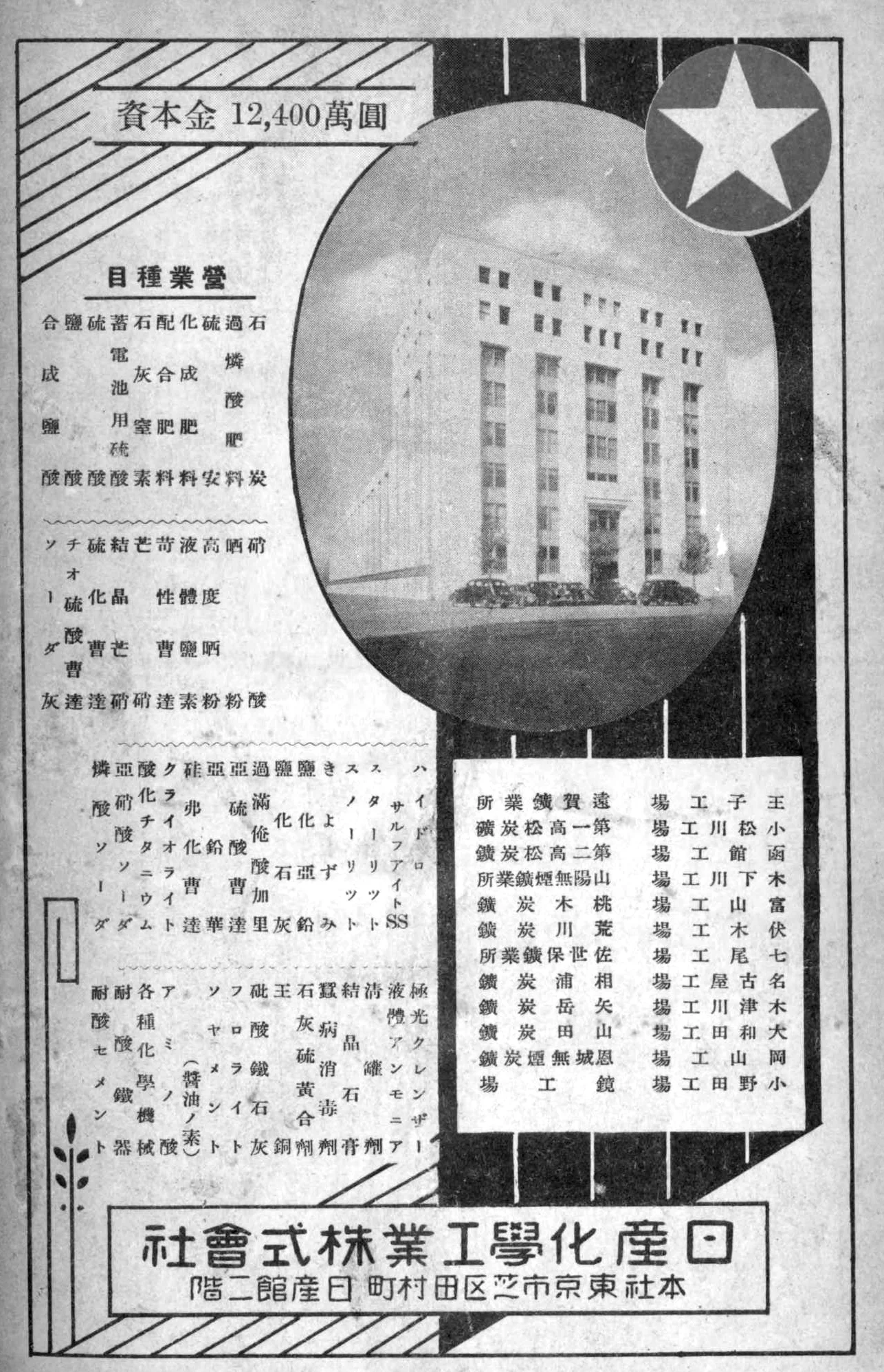
日産化学工業（1939年）の広告。写真の建物は日産館

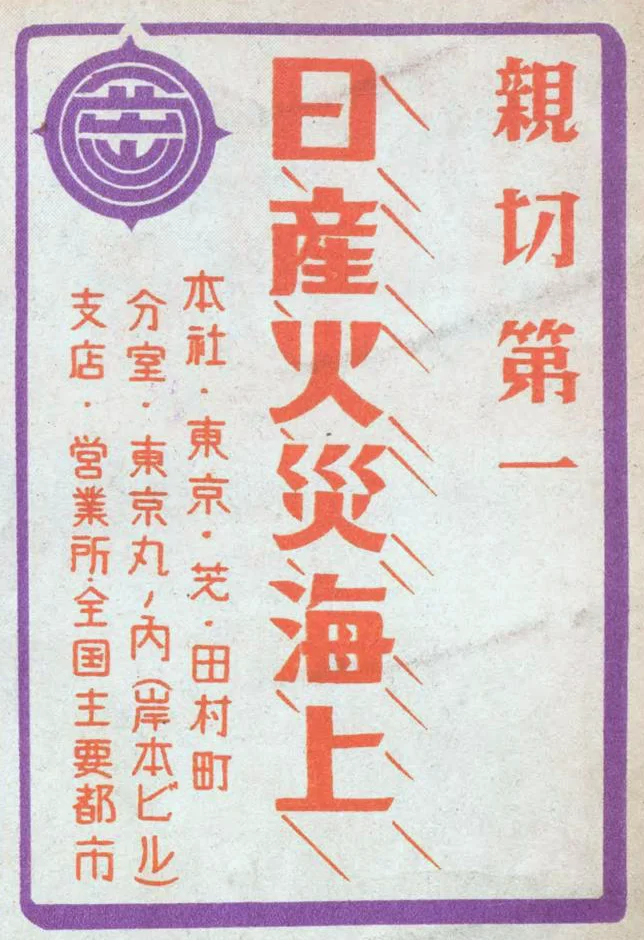
日産火災海上保険

1937年（昭和12年）6月における、日産コンツェルン企業は以下の通り。
鉱業
- 日本鉱業（現：ENEOSホールディングス）
  - 日南鉄鉱
  - 日産汽船
  - 台湾鉱業

工業
- 日立製作所
  - 大阪鉄工所（現：カナデビア）
    - 向島船渠
    - 原田造船

  - 日本エレベーター製造
  - 共成工業
  - 国産精機
  - 鉄管継手販売
  - 日立瓦斯
  - その他三社
- 日立電力

自動車工業
- 日産自動車
  - 日産自動車販売

化学工業
- 日本化学工業 （現：日産化学）
  - 台湾化学工業
  - 宇部礦業
  - 日東硫曹
  - 大阪アルカリ肥料
  - 台湾肥料
  - 日本硫黄
  - その他6社
- 日本油脂（現：日油）
  - 満州大豆工業
  - 朝鮮油脂
  - 北海油脂工業
  - 北日本油脂工業
  - チタン工業
  - 日本硫酸
  - その他34社

水産業
- 日本水産（現：ニッスイ）
  - 合同漁業 / ボルネオ水産 / 日本漁網船具 / 南洋水産 / 新興水産 / 日満漁業 / 戸畑魚市場 / 日東漁業 / 日之出漁業 / 日本製氷 / 津冷蔵製氷 / 土佐製氷冷蔵 / 高松製氷冷蔵 / その他44社
- 南米水産
- 日本水産研究所

電波工業
- 日本蓄音器商会（現：日本コロムビア）
- 日本ビクター

栽培業
- 日本産業護謨（日産農林工業 → 兼松日産農林 → 兼松サステック）

その他
- 合同土地（現：物産不動産）
- 樺太汽船
- 中央土木
- 帝国木材工業
- 大同燐寸
  - 朝日燐寸 / 朝鮮燐寸  / 大連燐寸  / 静岡燐寸 / 中外燐寸 / 津燐寸 / 日本燐寸
- 日産火災海上保険 （現：損害保険ジャパン）

## その後

### かつて日産コンツェルンに属した企業
日本ビクター
旧社名「ビクター蓄音機商会」→「日本ビクター蓄音機商会」
戦後、会社自体の経営不振や財閥解体などで東芝傘下となり、その後、松下グループ（現パナソニックグループ）傘下へ。以後、松下電器産業（現パナソニック）の連結対象子会社となる。しかし、2006年、松下はビクターの売却を発表、紆余曲折の末、同業のケンウッドと経営統合・合併した上で、現在はJVCケンウッドとなった。
物産不動産
旧社名「合同肥料」→「合同土地」→「日産」→「合同ビルディング」→「日産ビルディング」
東京・芝田村町にあった「物産館」（旧称日産館）を保有。財閥解体政策では持株会社に指定されたが解散を免れる。1956年に三井物産傘下に。現在物産館は取り壊され、跡地には「日比谷セントラルビル」が建つ。
日本コロムビア・デノン
旧社名「日本蓄音機商会（ニッチク）」→「日本コロムビア」
戦後、大口取引先の日立製作所が筆頭株主となり、メインバンクの旧勧銀の支援を受けるなどして急成長したが、バブル崩壊で主力のAV機器事業が、また主力だった演歌（美空ひばりなど、主な演歌歌手が多数所属していた）も平成になってからは不振となり、音楽・映像コンテンツ関連事業などが巨額の赤字を計上。
2001年にアメリカの企業再建投資会社リップルウッドの傘下に入り、AV機器事業をデノンとして分社。音楽・映像コンテンツ関連事業を主軸に転換した。
なおデノンは、2001年に持株会社「D&Mホールディングス」を設立し、オランダの電器メーカー・フィリップスの日本法人の一つであった日本マランツと経営統合している。
日産生命保険
1909年に太平生命保険株式会社として設立。
1935年に日産生命保険株式会社に改称
1948年に金融機関再生整備法に基づき設立された日産保険相互会社に営業譲渡。
1997年に保険業法上の業務停止命令を受け事実上倒産。同年、生命保険協会の全額出資であおば生命株式会社が設立され日産生命の全契約を営業譲渡。
1999年にフランスの投資グループ、アルテミスがあおば生命保険を買収。
2004年にプルデンシャル生命保険があおば生命を買収。
2005年にプルデンシャル生命保険とあおば生命保険が合併、存続会社はプルデンシャル生命保険となる。
日東電工
長年の間、日立製作所傘下（旧中央商事（現日立アーバンインベストメント）の関連会社）にあったが近年、完全独立を果たす。
その後、新CI・VIを掲げる。また、2005年より大阪国際女子マラソンの冠スポンサーとなる。
日立精機（現森精機ハイテック、但し本体は自己破産により会社清算）
戦前に旧日立傘下にあった工作機械メーカー・日立工作機が旧篠原機械ととも被合併して“日立”の名を冠した日立精機と社名変更する。
2002年に会社更生法適用申請、翌々年の2004年をもって自己破産申請→会社清算。
NSファーファ・ジャパン
旧「ニッサン石鹸」。

### かつて春光グループに属した企業
（旧）ツーカーホン関西・ツーカーセルラー東海・ツーカーセルラー東京・デジタルツーカーグループ
日産自動車が携帯電話業進出の際に設立されたのがツーカーグループである。当時は準備期間や加入者数の見込みなどから、多数のユーザーが見込まれる関東・中部に（トヨタ系列の日本移動通信があったため、この地方に展開できていなかったDDIと組み）ツーカーセルラーが設立された。
一方、既にDDIが関西セルラー電話として進出していた関西地方では、日産自動車単独資本によるツーカーホン関西が設立された。
その他の地方では、多くのユーザーが見込めず、郵政省が免許をNTT以外は2社までとし、その内の1社は既にDDIグループのセルラー電話会社が存在したために、当時全国展開を目指すデジタルホングループと共同でデジタルツーカー会社を各地方に設立した。この時にツーカーグループとデジタルホングループは、ともにエリクソン製の交換システムを導入したため、スカイメールやスカイメッセージといった初期のSMS戦略において優位に立つことができた。その後、日産自動車の経営再建でツーカーグループ各社の株式は、デジタルツーカーをデジタルホングループの親会社日本テレコム（現ソフトバンク）に、ツーカーホン関西・ツーカーセルラー各社を、DDI（現KDDI）に売却された（ちなみに、当初ツーカーグループ各社の株式は、日本テレコムに一括して売却される予定であった）。これにより、デジタルホングループは、全国でJ-PHONEの同一名称のサービスを開始した。KDDI直営のツーカー電話利用者が、関東・中部・関西地域以外ではSoftBankのネットワークにサービス終了までローミングしていたのは、元々デジタルツーカーの地域であるためである。
バブコック日立
ボイラーの世界大手・バブコック&ウィルコックス社の日本法人が母体。日立製作所が資本参加し、後に完全子会社化。
2014年2月、火力発電事業の統合に伴い、三菱日立パワーシステムズの子会社となる。同年10月、三菱日立パワーシステムズが吸収合併し解散
日立機材
2015年にマネジメント・バイアウトによりグループ離脱。2016年1月、センクシア株式会社に商号変更。
MOLDINO
旧社名「日立ツール」→「三菱日立ツール」
2015年4月、親会社の日立金属が株式の51%を三菱マテリアルに譲渡。同社の子会社となる。2020年4月、三菱マテリアルの完全子会社となり、現商号に変更。